# Manuel Borja Calbar Simón
Manuel Borja Calbar Simón, conosciuto come Capi (Vigo, 2 aprile 1981), è un ex calciatore spagnolo, di ruolo difensore.

## Carriera
Capi entrò nelle giovanili del Real Saragozza nel 2003. Già dalla prima stagione fu aggregato alla prima squadra e scese in campo in una partita del campionato 2003-2004. Restò in Aragona fino al 2006 collezionando in totale 13 partite e un gol in Primera División e vincendo una Coppa del Re e una Supercoppa spagnola.
Successivamente la sua carriera si svolse esclusivamente nelle serie inferiori: Collezionò poche presenze in Segunda División con le maglie di Lorca, Real Murcia e UD Las Palmas, prima di approdare alla Ciudad de Santiago, in Segunda División B, nel 2008.
Restò a Santiago di Compostela per una stagione prima di passare al Montañeros.

## Palmarès

### Club

#### Competizioni nazionali
- Coppa di Spagna: 1

Real Saragozza: 2003-2004
- Supercoppa di Spagna: 1

Real Saragozza: 2004
- Tercera División spagnola: 1

Pontevedra: 2014-2015 (Gruppo 1 - Galizia)